# Liga Profesional Saudí 2016-17
La temporada 2016-17 fue la 42a edición de la Liga Profesional Saudí, la máxima categoría del fútbol en Arabia Saudita.
Los tres mejores clasificados en el torneo nacional acceden a la Liga de Campeones de la AFC para el año 2018.

## Equipos participantes
La liga está compuesta por 14 equipos: 12 de la campaña 2015-16 más 2 equipos promovidos de la Primera División de Arabia Saudita: el campeón Al-Mojzel quien debutará en la máxima categoría, y el Al-Ettifaq quienes retornan luego del descenso en la temporada 2013–14. Ellos reemplazan a los equipos Najran SC y Hajer FC.

### Estadios y ciudades
| Club         | Ciudad         | Estadio                       | Capacidad |
| ------------ | -------------- | ----------------------------- | --------- |
| Al-Ahli      | Yeda           | Ciudad Deportiva Rey Abdullah | 62.000    |
| Al-Batín     | Hafar Al-Batin | Ciudad Deportiva Rey Abdullah | 62.000    |
| Al-Ettifaq   | Dammam         | Ciudad Deportiva Rey Abdullah | 62.000    |
| Al-Faisaly   | Harmah         | Al-Batin Club                 | 6.000     |
| Al-Fateh     | Al-Hasa        | Príncipe Abdullah bin Jalawi  | 27.550    |
| Al-Hilal     | Riad           | Rey Fahd                      | 67.000    |
| Al-Ittihad   | Yeda           | C.D. Rey Abdullah             | 62.000    |
| Al Khaleej   | Saihat         | Príncipe Nayef bin Abdul Aziz | 12.000    |
| Al Nassr     | Riad           | Rey Fahd                      | 67.000    |
| Al-Qadisiyah | Khobar         | Príncipe Abdullah bin Jalawi  | 11.000    |
| Al Raed      | Buraidá        | C.D. Rey Abdullah (Buraidá)   | 25.000    |
| Al-Shabab    | Riad           | Rey Fahd                      | 67.000    |
| Al Taawon    | Buraydah       | Estadio Rey Abdullah SC       | 25.000    |
| Al-Wahda     | La Meca        | Rey Abdul Aziz                | 33.195    |

### Cambios de entrenadores
| Equipo       | Entrenador saliente    | Fecha de salida          | Forma                   | Posición en la tabla | Entrenador entrante        | Fecha de nombramiento    |
| ------------ | ---------------------- | ------------------------ | ----------------------- | -------------------- | -------------------------- | ------------------------ |
| Al-Faisaly   | Liviu Ciobotariu       | 17 de mayo de 2016       | Despido                 | Pretemporada         | Hélio dos Anjos            | 23 de mayo de 2016       |
| Al-Hilal     | Giorgos Donis          | 18 de mayo de 2016       | Despido                 | Pretemporada         | Abdullatif Al-Hussaini     | 18 de mayo de 2016       |
| Al-Fateh     | Nacif Beyaoui          | 29 de mayo de 2016       | Fin de contrato         | Pretemporada         | Ricardo Sá Pinto           | 29 de mayo de 2016       |
| Al-Taawoun   | José Gomes             | 29 de mayo de 2016       | Firmado por el Al-Ahli  | Pretemporada         | Darije Kalezić             | 2 de junio de 2016       |
| Al-Ahli      | Christian Gross        | 30 de mayo de 2016       | Fin de contrato         | Pretemporada         | José Gomes                 | 31 de mayo de 2016       |
| Al-Nassr     | Raúl Caneda            | 21 de junio de 2016      | Despido                 | Pretemporada         | Zoran Mamić                | 21 de junio de 2016      |
| Al-Hilal     | Abdullatif Al-Hussaini | 12 de junio de 2016      | Fin del interinato      | Pretemporada         | Gustavo Matosas            | 12 de junio de 2016      |
| Al-Ittihad   | Victor Pițurcă         | 28 de julio de 2016      | Renuncia                |                      | José Luis Sierra           | 28 de julio de 2016      |
| Al-Khaleej   | Patrick De Wilde       | 30 de agosto de 2016     | Mutual consent          | 12th                 | Jalal Qaderi               | 30 de agosto de 2016     |
| Al-Hilal     | Gustavo Matosas        | 22 de septiembre de 2016 | Sacked                  | 3rd                  | Marius Ciprian (interim)   | 22 de septiembre de 2016 |
| Al-Fateh     | Ricardo Sá Pinto       | 23 de septiembre de 2016 | Mutual consent          | 14th                 | Fathi Al-Jabal             | 11 de octubre de 2016    |
| Al-Ahli      | José Gomes             | 30 de septiembre de 2016 | Sacked                  | 5th                  | Christian Gross            | 3 de octubre de 2016     |
| Al-Hilal     | Marius Ciprian         | 15 de octubre de 2016    | Interim period ended    | 2nd                  | Ramón Díaz                 | 15 de octubre de 2016    |
| Al-Taawoun   | Darije Kalezić         | 16 de octubre de 2016    | Sacked                  | 11th                 | Constantin Gâlcă           | 18 de octubre de 2016    |
| Al-Qadisiyah | Hamad Al-Dossari       | 29 de octubre de 2016    | Resigned                | 13th                 | Riadh Belkhir (interim)    | 29 de octubre de 2016    |
| Al-Ettifaq   | Djamel Belkacem        | 29 de octubre de 2016    | Sacked                  | 7th                  | Eelco Schattorie (interim) | 29 de octubre de 2016    |
| Al-Batin     | Adel Abdelrahman       | 6 de noviembre de 2016   | Resigned                | 9th                  | Khalid Al Koroni           | 6 de noviembre de 2016   |
| Al-Qadisiyah | Riadh Belkhir          | 9 de noviembre de 2016   | Interim period ended    | 13th                 | Hélio dos Anjos            | 9 de noviembre de 2016   |
| Al-Faisaly   | Hélio dos Anjos        | 9 de noviembre de 2016   | Signed for Al-Qadisiyah | 10th                 | Fahd Elouarga (interim)    | 9 de noviembre de 2016   |
| Al-Ettifaq   | Eelco Schattorie       | 10 de noviembre de 2016  | Interim period ended    | 6th                  | Juan Garrido               | 10 de noviembre de 2016  |
| Al-Faisaly   | Fahd Elouarga          | 19 de noviembre de 2016  | Interim period ended    | 9th                  | Tomislav Ivković           | 19 de noviembre de 2016  |
| Al-Wehda     | Kheïreddine Madoui     | 9 de diciembre de 2016   | Sacked                  | 11th                 | Badreldin Hamed (interim)  | 9 de diciembre de 2016   |
| Al-Wehda     | Badreldin Hamed        | 15 de diciembre de 2016  | Interim period ended    | 13th                 | Adel Abdelrahman           | 15 de diciembre de 2016  |
| Al-Nassr     | Zoran Mamić            | 28 de enero de 2017      | Resigned                | 4th                  | Patrice Carteron           | 31 de enero de 2017      |
| Al-Ettifaq   | Juan Garrido           | 18 de febrero de 2017    | Mutual consent          | 8th                  | Eelco Schattorie           | 18 de febrero de 2017    |
| Al-Faisaly   | Tomislav Ivković       | 19 de febrero de 2017    | Sacked                  | 11th                 | Giovanni Solinas           | 20 de febrero de 2017    |
| Al-Taawoun   | Constantin Gâlcă       | 20 de marzo de 2017      | Resigned                | 5th                  | José Gomes                 | 21 de marzo de 2017      |

### Jugadores extranjeros
El número de jugadores foráneos está restringido a cuatro por equipo.
| Club         | Jugador 1           | Jugador 2           | Jugador 3           | Jugador 4        |
| ------------ | ------------------- | ------------------- | ------------------- | ---------------- |
| Al-Ahli      | Mohamed Abdel-Shafy | Giannis Fetfatzidis | Saad Abdul-Amir     | Omar Al Somah    |
| Al-Batin     | Jhonnattann         | Jorge Santos        | Tarabai             | William Alves    |
| Al-Ettifaq   | Mohamed Koffi       | Aminou Bouba        | Juanmi Callejón     | Michael Eneramo  |
| Al-Faisaly   | Igor Rossi          | Luisinho            | Martin Maloča       | Mircea Axente    |
| Al-Fateh     | Sandro Manoel       | Ukra                | Abdelkader Oueslati | Lamjed Chehoudi  |
| Al-Hilal     | Carlos Eduardo      | Léo Bonatini        | Omar Kharbin        | Nicolás Milesi   |
| Al-Ittihad   | Carlos Villanueva   | Mahmoud Kahraba     | Fahad Al Ansari     | Ahmed Akaïchi    |
| Al-Khaleej   | Jandson             | Boubacar Fofana     | Ismaël Diakité      | Adama François   |
| Al-Nassr     | Bruno Uvini         | Ivan Tomečak        | Marin Tomasov       | Víctor Ayala     |
| Al-Qadisiyah | Bismark             | Élton               | Ahmed Al-Dhefiri    | Patrick Eze      |
| Al-Raed      | Adriano Alves       | Daniel Amora        | Wander              | Ismaël Bangoura  |
| Al-Shabab    | Djamel Benlamri     | Mohamed Benyettou   | Heberty             | Saif Al Hashan   |
| Al-Taawoun   | Mounir El Hamdaoui  | Ricardo Machado     | Lucian Sânmărtean   | Jehad Al-Hussain |
| Al-Wehda     | Ahmed Magdy         | Sherif Hazem        | Torric Jebrin       | Adolfo Lima      |

## Tabla de posiciones
| Pos | Equipo      | PJ | PG | PE | PP | GF | GC | Dif | Pts |
| --- | ----------- | -- | -- | -- | -- | -- | -- | --- | --- |
| 1.  | Al-Hilal    | 26 | 21 | 3  | 2  | 63 | 16 | +47 | 66  |
| 2.  | Al-Ahli     | 26 | 17 | 4  | 5  | 57 | 30 | +27 | 55  |
| 3.  | Al-Nassr    | 26 | 16 | 4  | 6  | 44 | 25 | +19 | 52  |
| 4.  | Al-Ittihad  | 26 | 17 | 4  | 5  | 57 | 37 | +20 | 52  |
| 5.  | Al-Raed     | 26 | 11 | 2  | 13 | 37 | 47 | -10 | 35  |
| 6.  | Al-Shabab   | 26 | 8  | 9  | 9  | 28 | 32 | -4  | 33  |
| 7.  | Al-Tawwoun  | 26 | 9  | 4  | 13 | 33 | 40 | -7  | 31  |
| 8.  | Al-Fateh    | 26 | 7  | 8  | 11 | 33 | 39 | -6  | 29  |
| 9.  | Al-Faisaly  | 26 | 6  | 10 | 10 | 30 | 41 | -11 | 28  |
| 10. | Al-Qadisiya | 26 | 6  | 10 | 10 | 38 | 38 | 0   | 28  |
| 11. | Al-Ettifaq  | 26 | 7  | 6  | 13 | 31 | 45 | -14 | 27  |
| 12. | Al-Batin    | 26 | 6  | 8  | 12 | 31 | 43 | -12 | 26  |
| 13. | Al-Khaleej  | 26 | 5  | 8  | 13 | 32 | 51 | -19 | 23  |
| 14. | Al-Wahda    | 26 | 5  | 2  | 19 | 35 | 65 | -30 | 17  |

|  | Liga de Campeones 2018                       |
|  | Liga de Campeones 2018 (Play-Off)            |
|  | Copa GCC 2018                                |
|  | Copa de Clubes del Mundo Árabe 2017-18       |
|  | Play-Off a la Primera División Saudí 2016-17 |
|  | Descenso a la Primera División Saudí 2016-17 |

Si al finalizar el campeonato dos equipos igualasen en puntos, los mecanismos para desempatar la clasificación son los siguientes:
- La mejor puntuación de la que a cada uno corresponda tener de los resultados de los partidos jugados entre sí por los clubes implicados.
- El que tenga una mayor diferencia entre goles a favor y en contra en los enfrentamientos entre ambos.
- Si persiste el empate, se tendrá en cuenta la diferencia de goles a favor y en contra en todos los encuentros del campeonato.
- El mayor número de goles a favor teniendo en cuenta todos los encuentros del campeonato.
- Partido de definición (solo aplicable en caso de dirimir al campeón del torneo, descenso y participación en competencias internacionales).

## Serie de promoción y permanencia
| 11 de mayo de 2017 | Najran SC | 0:1 | Al-Batin | Estadio Ciudad Deportiva Príncipe Sultán, Abha |  |

| 16 de mayo de 2017 | Al-Batin | 2:2 | Najran SC | Al-Batin, Hafar Al-Batin |  |

Al-Batin mantiene la categoría luego de ganar la Promoción y Permanencian, con un agregado de 3-2.

## Estadísticas

### Goleadores
Fuente:
| Posición | Jugador           | Club       | Goles |
| -------- | ----------------- | ---------- | ----- |
| 1        | Omar Al Somah     | Al-Ahli    | 24    |
| 2        | Ismaël Bangoura   | Al-Raed    | 18    |
| 3        | Kahraba           | Al-Ittihad | 16    |
| 3        | Mukhtar Fallatah  | Al-Wehda   | 16    |
| 5        | Carlos Eduardo    | Al-Hilal   | 12    |
| 5        | Léo Bonatini      | Al-Hilal   | 12    |
| 5        | Jandson           | Al-Khaleej | 12    |
| 5        | Jorge Silva       | Al-Batin   | 12    |
| 9        | Fahad Al-Muwallad | Al-Ittihad | 11    |
| 10       | Mohamed Benyettou | Al-Shabab  | 10    |

### Líder asistencias
Fuente:
| Posición | Jugador             | Club         | Asistencias |
| -------- | ------------------- | ------------ | ----------- |
| 1        | Carlos Villanueva   | Al-Ittihad   | 11          |
| 2        | Sultán Al-Sawadi    | Al-Raed      | 8           |
| 3        | Abdurahman Al-Obaid | Al-Qadisiyah | 6           |
| 3        | Ahmed Akaïchi       | Al-Ittihad   | 6           |
| 3        | Giannis Fetfatzidis | Al-Ahli      | 6           |
| 3        | Luisinho            | Al-Faisaly   | 6           |
| 3        | Yahya Al-Shehri     | Al-Nassr     | 6           |
| 8        | Adnan Fallatah      | Al-Ittihad   | 5           |
| 8        | Carlos Eduardo      | Al-Hilal     | 5           |
| 8        | Fahad Al-Muwallad   | Al-Ittihad   | 5           |
| 8        | Ivan Tomečak        | Al-Nassr     | 5           |
| 8        | Jehad Al-Hussain    | Al-Taawoun   | 5           |
| 8        | Patrick Eze         | Al-Qadisiyah | 5           |

### Hat-tricks
| Jugador           | Para       | Contra     | Resultado | Fecha                    | Ref.   |
| ----------------- | ---------- | ---------- | --------- | ------------------------ | ------ |
| Mansor Hamzi      | Al-Faisaly | Al-Khaleej | 3–1       | 2016 de agosto de 12     | [ 35 ] |
| Kahraba4          | Al-Ittihad | Al-Wehda   | 5–3       | 2016 de septiembre de 18 | [ 36 ] |
| Mohamed Benyettou | Al-Shabab  | Al-Ahli    | 3–2       | 2016 de septiembre de 18 | [ 36 ] |
| Mukhtar Fallatah  | Al-Wehda   | Al-Batin   | 5–1       | 2016 de octubre de 29    | [ 37 ] |
| Omar Al Somah4    | Al-Ahli    | Al-Khaleej | 4–1       | 2016 de octubre de 29    | [ 37 ] |
| Jandson           | Al-Khaleej | Al-Wehda   | 4–2       | 2017 de abril de 14      |        |
| Omar Kharbin      | Al-Hilal   | Al-Nassr   | 5–1       | 2017 de mayo de 4        |        |

4 Jugador marcó cuatro goles